# Karlspriset

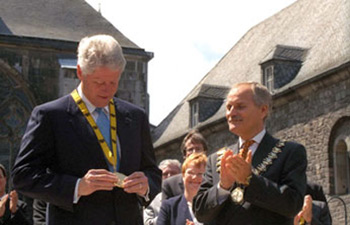
Bill Clinton tar emot priset 2000.

Karlspriset (på tyska Karlspreis) är ett av de mest prestigefyllda priserna i Europa och tilldelas personer som främjat europeisk enighet. Priset är uppkallat efter Karl den store och är knutet till Aachen där det utdelas årligen. Priset instiftades 1950 och bekostas av staden Aachen.

## Tidigare pristagare
- 1950 Richard Nikolaus Coudenhove-Kalergi
- 1951 Hendrik Brugmans
- 1952 Alcide de Gasperi
- 1953 Jean Monnet
- 1954 Konrad Adenauer
- 1956 Sir Winston S. Churchill
- 1957 Paul Henri Spaak
- 1958 Robert Schuman
- 1959 George C. Marshall
- 1960 Joseph Bech
- 1961 Walter Hallstein
- 1963 Edward Heath
- 1964 Antonio Segni
- 1966 Jens Otto Krag
- 1967 Joseph Luns
- 1969 Europeiska kommissionen
- 1970 François Seydoux de Clausonne
- 1972 Roy Jenkins
- 1973 Salvador de Madariaga
- 1976 Leo Tindemans
- 1977 Walter Scheel
- 1978 Konstantin Karamanlis
- 1979 Emilio Colombo
- 1981 Simone Veil
- 1982 Kung Juan Carlos av Spanien
- 1984 Karl Carstens
- 1986 Luxemburgs folk
- 1987 Henry A. Kissinger
- 1988 François Mitterrand och Helmut Kohl
- 1989 Frère Roger (Taizé)
- 1990 Gyula Horn
- 1991 Václav Havel
- 1992 Jacques Delors
- 1993 Felipe González Márquez
- 1994 Gro Harlem Brundtland
- 1995 Franz Vranitzky
- 1996 Drottning Beatrix av Nederländerna
- 1997 Roman Herzog
- 1998 Bronisław Geremek
- 1999 Tony Blair
- 2000 Bill Clinton
- 2001 György Konrád
- 2002 Euron
- 2003 Valéry Giscard d'Estaing
- 2004 Pat Cox
- 2004 Extrainsatt pris: Påve Johannes Paulus II
- 2005 Carlo Azeglio Ciampi
- 2006 Jean-Claude Juncker
- 2007 Javier Solana
- 2008 Angela Merkel
- 2009 Andrea Riccardi
- 2010 Donald Tusk
- 2011 Jean-Claude Trichet
- 2012 Wolfgang Schäuble
- 2013 Dalia Grybauskaitė
- 2014 Herman Van Rompuy
- 2015 Martin Schulz
- 2016 Påve Franciskus
- 2017 Timothy Garton Ash
- 2018 Emmanuel Macron
- 2019 António Guterres
- 2020 Klaus Johannis
- 2022 Svjatlana Tsichanoŭskaja, Maryja Kalesnikava, Veronika Tsepkalo
- 2023 Volodymyr Zelenskyj och det ukrainska folket
- 2024 Pinchas Goldschmidt och de judiska samfunden i Europa
- 2025 Ursula von der Leyen[1]